# Auguste Bruart
Auguste Bruart (Gouy-lez-Piéton, 14 december 1914 - La Louvière, 18 januari 1996) was een Belgisch senator.

## Levensloop
Bruart werd syndicaal gedelegeerde van de vakbond CSC in de Ateliers de construction de Familleureux. Ook was hij permanent secretaris bij de Christelijke Centrale van Metallurgen (CCMB). Ook zetelde hij in het centrale bureau van de CSC en de CCMB.
Hij was ook politiek actief voor de PSC en was ondervoorzitter van deze partij. Van 1976 tot 1982 was hij gemeenteraadslid van La Louvière.
Van 1980 tot 1981 zetelde hij eveneens in opvolging van Charles Van de Put als gecoöpteerd senator in de Belgische Senaat. Hierdoor was hij tevens lid van de Waalse Gewestraad en de Raad van de Franse Gemeenschap.